# プロプルシヴ・フットボール
プロプルシヴ・フットボール(Propulsive Football)は、世界初の競技レベルで男女混合の試合を行うことが出来るフットボールで、省略してプロボール（PROBALL）ともいう。 
「プロプルシヴ(Propulsive)」とは、英語で「推進」の意味で、空中戦で使う腕を、同じ語源の「プロペラ（Propeller）」に例えたもので、競技自体の先進性も表している。

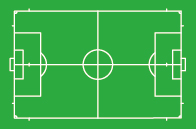
Propulsive Football Pitch

## 概要
アソシエーション・フットボール（サッカー）を基にして、オーストラリアン・フットボールやラグビー等のフットボール競技やバレーボールも参考にして考案された新しいスポーツだ。 
競技人口が比較的少ない女子選手は、男子と混合にすることで、試合に必要なフィールド選手の数は5人で足りる。男女合わせて11人になるのは、アソシエーション・フットボール（サッカー）と同じだ。センターライン（Centre-line）で男女各5人のフィールドプレーヤーがプレーできるエリアが分かれている。 
フットボール競技には、人気や地位に男女で大きな差があるが、考案した長田拓也は、「男女混合で協力してプレーすることにより、スポーツ界はもちろんのこと、社会全体に男女の両方が同等に参加する精神を促す効果がある。」としている。 
スパイクの金属製スタッドやブレードは、安全性を向上させるために禁止されている。また、健康への影響が指摘されているヘディングが禁止され、選手は空中戦で、頭の代わりに腕や手を使用する。手で弾くため、頭より打点は高くなりダイナミックな一方で、頭同士で競り合わないため、頭部の衝突する可能性は減少する。安全性が向上し、子供や激しいスポーツが苦手な人も、安心してプレーすることが出来る。 
空中戦以外のフィジカルコンタクトに差は無く、競技者も観客も緊迫した競り合いを楽しむことが出来る。 
フィールドプレーヤーも頭より上のボールに対しては手を使える。ゴール前の空中戦では、ゴールキーパーの優位性が下がり、攻撃側優位が増すため、観る側にもエンターテイメント性が高まる。ちなみに、フィールドプレーヤーはボールを手で弾くヒットしかできず、ゴールキーパーの様に掴むことは出来ない。 

## ロゴ
ロゴは「The BALL for ALL（みんなのボール）」のALLの文字をプロペラに見立てたデザインで、クリエーターでもある創始者の長田拓也がスケッチしたものだ。 

## 試合展開
試合は前後半合わせて90分で、アソシエーション・フットボール（サッカー）と同じだが、クオーター制でもあり、1クオーター毎に男女は左右を交換する。 
試合の途中で、前後半のピッチのエンド（ゴール枠）の交換に加え、男女の左右も交換するため、選手は試合中にポジショニングが大きく変わる。そのため、ユーティリティ性の高い選手が重宝する。また、時間帯によって、得意な陣形と苦手な陣形が出てくるため、試合中の節目における戦術や戦略、ゲームプランの駆け引きも見どころだ。 

## 創始者
長田拓也（Nagata Takuya）は、日本の出身で、日本有数のクラブでサッカーをプレーした後、イングランドやスペイン等で、コーチをする傍ら、ライターとして欧州各地でサッカーの試合を取材した。在英中に多様な国の人々が住むロンドンで、様々なフットボール競技を目にしたことが、プロプルシヴ・フットボールの着想にも影響している。自らもラグビーユニオンをプレーし見識を深めた。クリエーターでもあり常識にとらわれない柔らく豊かな想像力と、選手、指導者、ジャーナリストとして培ったフットボールの知識が融合し、新たなスポーツ「プロプルシヴ（Propulsive Football）」を生み出したと言える。

## 参照
PROPULSIVE FOOTBALL JAPAN (日本)https://propulsive-football.minirism.org/jp/
PROPULSIVE FOOTBALL JAPAN (日本) Facebook https://www.facebook.com/PROBALL-Propulsive-Football-JAPAN-%E6%97%A5%E6%9C%AC-227623564425473/
PROPULSIVE FOOTBALL JAPAN普及 https://b.volunteer-platform.org/vt/4390
PROPULSIVE FOOTBALL 普及活動 http://fields.canpan.info/topic/detail/20307
https://www.weblio.jp/content/プロプルシヴ・フットボール